# Efeng (sockenhuvudort i Kina, Jiangxi Sheng, lat 28,11, long 114,45)
Efeng är en sockenhuvudort i Kina. Den ligger i provinsen Jiangxi, i den sydöstra delen av landet, omkring 150 kilometer sydväst om provinshuvudstaden Nanchang. Antalet invånare är 18 835. Befolkningen består av 9 156 kvinnor och 9 679 män. Barn under 15 år utgör 27,0 %, vuxna 15-64 år 65 %, och äldre över 65 år 6,0 %.
Runt Efeng är det tätbefolkat, med 308 invånare per kvadratkilometer. Närmaste större samhälle är Tianxin, 15,1 km öster om Efeng. I omgivningarna runt Efeng växer i huvudsak blandskog.
Genomsnittlig årsnederbörd är 2 214 millimeter. Den regnigaste månaden är maj, med i genomsnitt 382 mm nederbörd, och den torraste är oktober, med 45 mm nederbörd.